# ラマナ・マハルシ

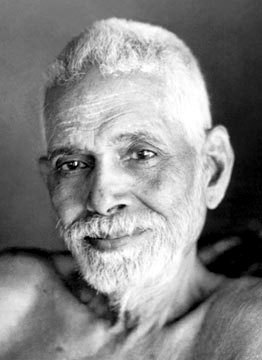
シュリー・ラマナ・マハリシ

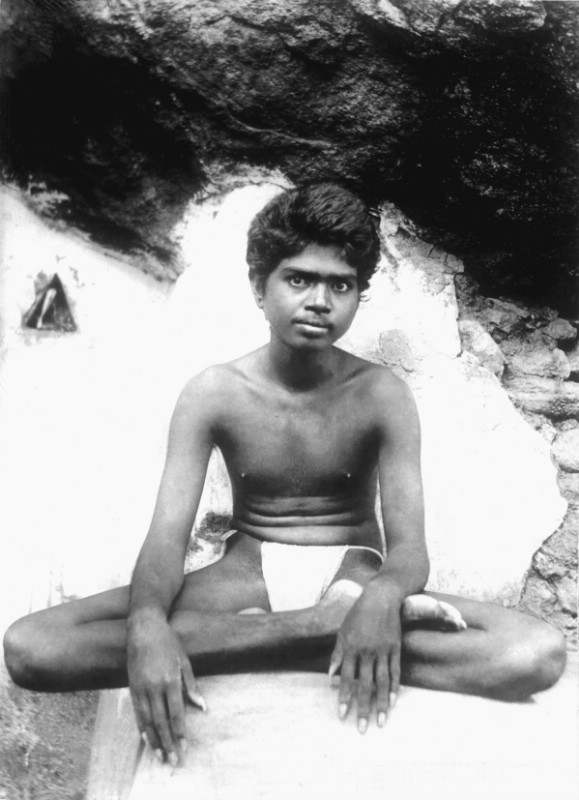
若い頃の写真

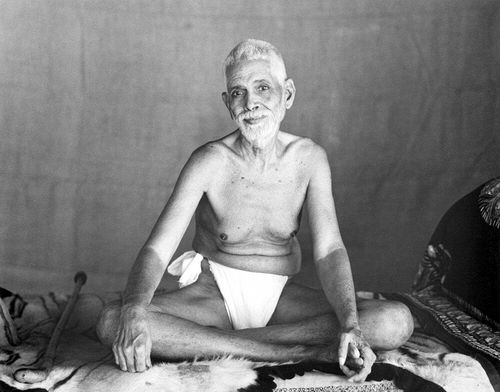
ラマナ修道院にて（1948年）

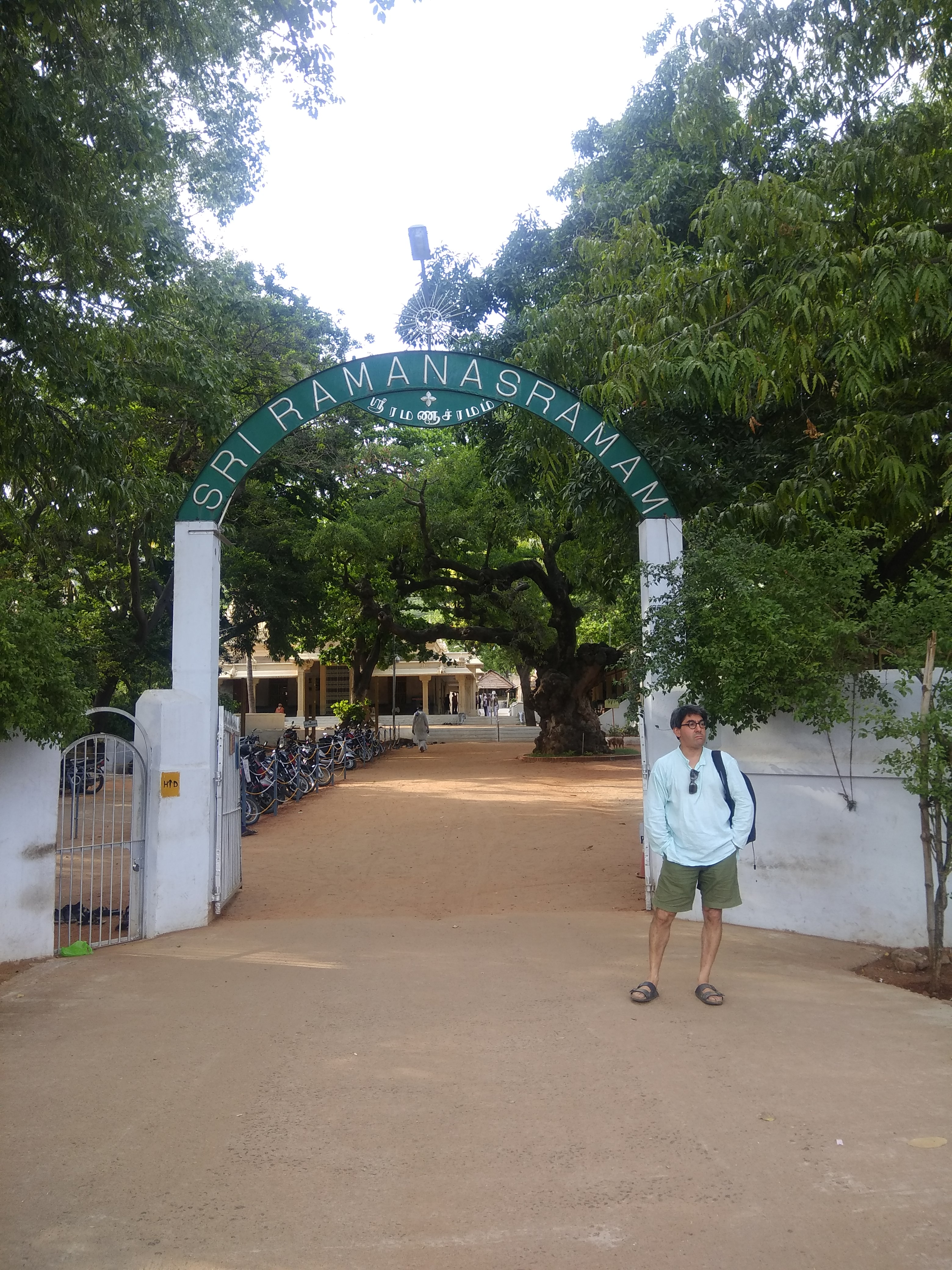
ラマナ修道院入口（ティルヴァンナーマライ）

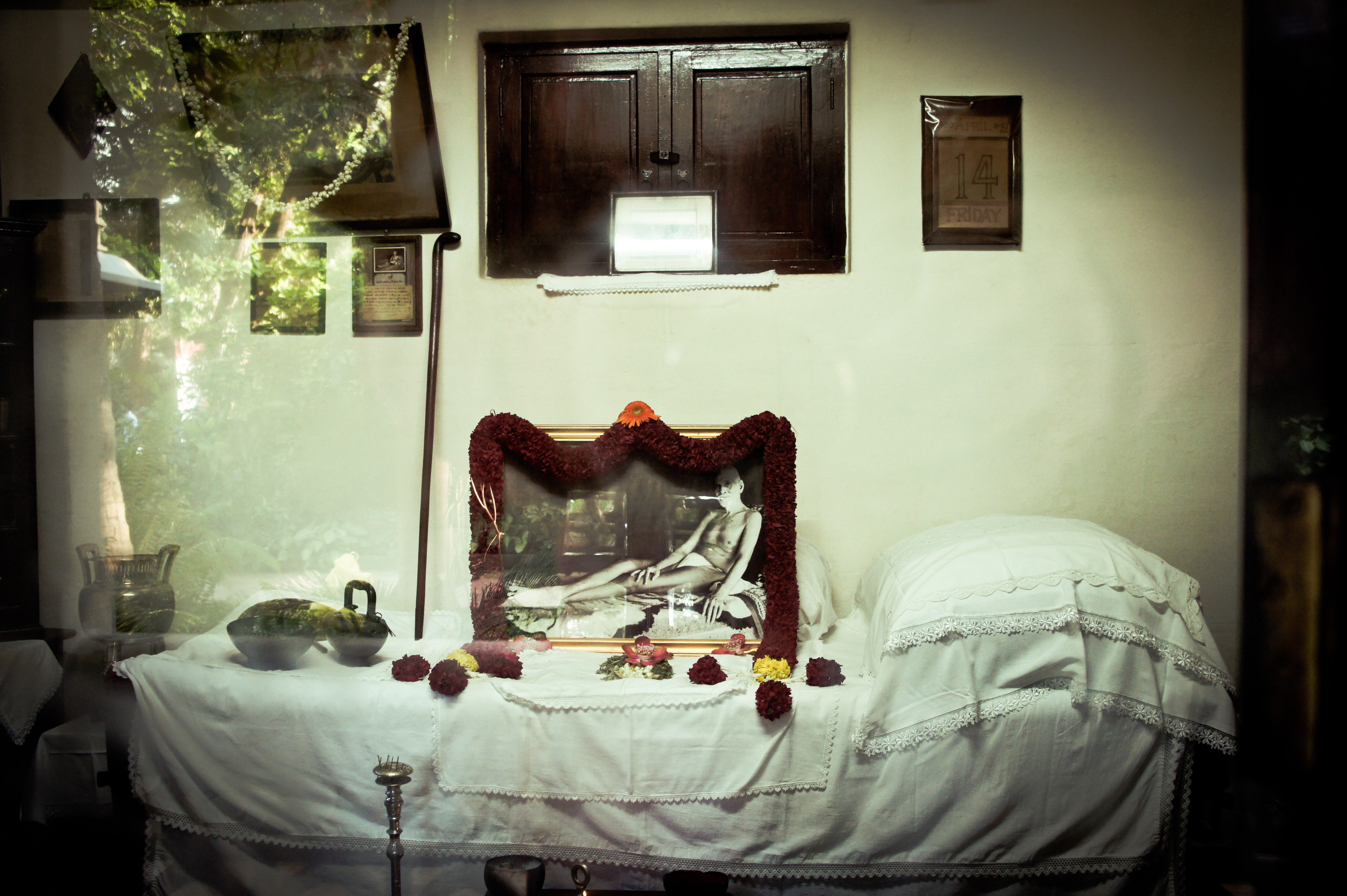
修道院の涅槃処

シュリー・ラマナ・マハルシ（サンスクリット語：रामन महर्षि、タミル語：ரமண மகரிஷி、1879年12月30日 - 1950年4月14日）は南インドの聖者。カナ転写ではマハリシとも。
解放に到達するための直っすぐな道として真我の探求（サンスクリット語：आत्म विचार、英語：Self-enquiry）を推奨した。アートマンは「真我」をヴィチャーラは「探求」を意味する。英語ではアートマンを大文字で始まるSelfとして、自我を小文字のselfとして区別して表記される。近年の日本語訳は、大文字のSelfを「真我（アートマン）」として「自我(self）」と厳密に区別している。

## 生涯
1879年12月30日、南インド、タミル・ナードゥ州のマドゥライの近くにあるティルチュリ村で生まれる。ヴェンカタラーマンと名付けられる。生家は現在、父の名スンダラム・アイヤールにちなみスンダラ・マンディランと名づけられ「ラマナ・ハウス」という名で残されている。
1896年7月中ごろ、16歳の頃に突如として起こった死の体験に触発された内的探求から、完全な、無限の、不死の、実在かつ意識かつ至福である真我（自ら、アートマン）、または真実（真理）こそが私であると悟る。土日ごとに寺院を訪れ、熱烈な宗教的な喜びをもって寺院の周りを回る敬虔な性格であったが、特別に宗教的な書籍に親しんだり、瞑想などの修練をしたことはなかった。
同年8月末、巡礼地であるティルヴァンナーマライの古来よりシヴァ神の顕現とされるアルナーチャラの丘に呼ばれるように家を出て、生涯をアルナーチャラから離れることはなかった。ティルヴァンナーマライに来た当初、沈黙を守っていたが、自然とその存在は知られるようになり、次第に多くの人々が訪れるようになった。
ラマナ・マハルシという名前は、1907年ころに訪問したガナパティ・シャーストリーによって命名され、以後広まった。最初の頃は、アルナーチャラの周辺にある寺院や洞穴に住んでいたが、1922年12月ごろから、アルナーチャラのふもとにある、母親のアラガンマルのお墓がある場所に定住し、そこが現在のラマナ・アシュラムに発展した。
1950年4月14日、午後8時47分に死去。亡骸は、火葬されずに、サマーディ・ホールの地下に安置されている。現在のアシュラムはマハルシの実弟の孫にあたるV.S.ラマナンにより管理されており、世界各国から訪問する信奉者を受け入れている。

## 教え

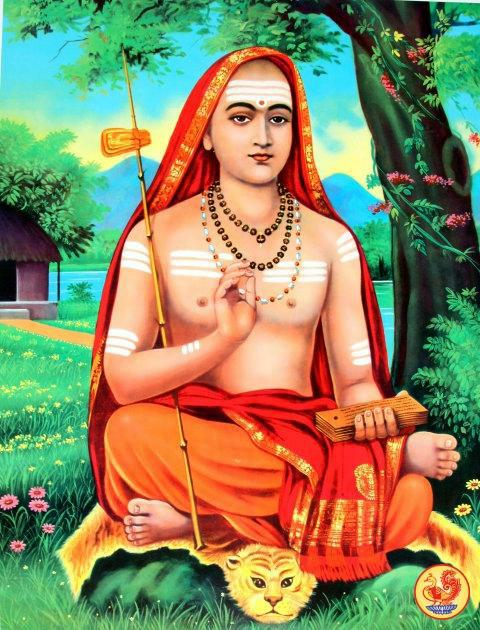
シャンカラ（ラヴィ・ヴァルマ画）

マハルシの教えは、シャンカラの不二一元論（アドヴァイタ・ヴェーダーンタ）にたどれるが、自身は何らかの思想や哲学を教えているという思いはなく、ただ自らの体験を語っていた。難解な聖典の教えを、その本質を把握して明確に説明することができ、数多くの質問者の疑問を晴らした。
しかし、言葉での教えより、マウナ（沈黙、静寂）こそが最も力を持っているとたびたび語っている。ここでの、マウナ（梵語：मौन、mauna）は単に言葉を発っさないことではなく、心がその源（真我）に溶けこみ、別に存在していない在り方を意味している。マハルシは、マウナを「永遠の雄弁」であると表現し、言葉を発することはその力の妨げになると述べている。実際に、マハルシに会いに来た人が、言葉を交わすことなしに、目と目を合わせるだけで、心が落ち着き、今まで味わったことのない幸福感に包まれたというような話が、信奉者らのマハルシとの思い出を収録した『FACE TO FACE WITH SRI RAMANA MAHARSHI』などの書籍の中でよく語られている。
「私は誰か？」という問いかけによる実践的な真我の探求（アートマ・ヴィチャーラ）を推奨した。肉体を自分であると誤ってみなしているエゴである「私」の根源を探求することで、「私」が根源である真我に溶け込み、消え、純粋な意識であり絶対的実在の真我のみが残る。これは、ヴィチャーラ・マールガ（探求の道）またはジニャーナ・マールガ（知恵の道）と呼ばれる。この探求は、常に自らが真我であることに気づくために行うものであり、新たに真我を作りだしたり、真我を獲得するということではない。ただ、真我を覆い隠している障害物である「私とは肉体である」という思いを核とする様々な思いを除くだけである。マハルシは、自らが真我であるのに真我であると気づいていないことを、不可思議の中の不可思議と表現している。
悟りへのまっすぐなもうひとつの道として、バクティ（献身、帰依）も教えている（バクティ・マールガ）。バクティ（梵語：भक्ति、bhakti）は、崇拝する神や師事するグル（聖なる師）に自分自身を委ねる（明け渡す）ことである。その完全な達成により、自分の欲望は完全に消える。バクティとジニャーナには優劣はなく、どちらを選ぶかは修行者の性質による。マハルシは、バクティはジニャーナの母という表現をしている。ちなみに、神・グル・真我は同じものの異なる呼び名である。
真我の探求に困難を感じる人などには、他の修行の道を否定せず、自身が最も行いやすいと感じる修行をすればよいといい、様々な修行にも寛容な態度をとった。初期の帰依者ガンビラム・セシャイヤの記録した『真我の探求（ヴィチャーラ・サングラハ）』、『教えの精髄（ウパデーシャ・サーラム）』、スリ・ナタナナンダが編纂した対話集『教えの花束（ウパデーシャ・マンジャリー）（英語：霊的な教え）』のなかでストゥーティ（神への賛歌）、ジャパ、ディアーナ、ヨーガ（プラーナーヤーマ）などが説明されている。それらの伝統的な修練でつちかった制御された心の静けさや、一意専念できる集中力は真我の探求を容易にする。
マハルシは、真我を悟るために、大部分の人は継続的に努力して修練する必要があると説いている。マハルシのように今世で修練なくして悟る魂は稀で、今世で悟ったものは肉体を去るまではプララーブダからくる、残りのヴァーサナが除去されない限りは完全にならないといわれている。バガヴァーンは修練者が従うべき行動準則は何かと聞かれて『霊的な教えの』実践編17のなかで「節度のある食事、節度のある睡眠、節度のある会話」と述べられた。菜食によって心の純質（サットヴァ）が増すことはインド社会では常識的に知られている。バガヴァーンがアシュラムの白い孔雀に、虫を食べるのをやめさせて菜食に転向させたというエピソードが残っている。
マハルシの教えは、ヨーガの一種として、ジニャーナ・ヨーガとあらわされることもある。ジニャーナ（梵語：ज्ञान、jñāna）は、「Knowledge」や「realization」と英訳され、日本語では「知識、知恵」や「認識、悟り」となる。このジニャーナは主体（私）が対象を知ることで得られる相対的な知識とは異なり、主体と対象という二元性を越える「真我もしくは神以外何も存在しない。私や私のものは存在しない」という体験的知識である。この絶対的な知識も含め、すべての知識は最終的に放棄される。絶対的な知識は無知を破ることで役目を終える。
アシュラムの周りに住む動物にたいして優しく接していた。アシュラムの敷地内には現在もマハルシが作らせた鹿、カラス、犬、牛のお墓が大切に残されている。また、必ずしも動物が人間に劣っているわけではないとも述べている。アシュラムで飼っていた牛のラクシュミーが亡くなった際、マハルシは「ラクシュミーは解放を得た」という文をラクシュミの墓碑に刻んだ。
特別扱いされることを好まず、平等を重視していた。食事のお布施のある場合は、かならず皆で平等に分配し、特別に自分だけに用意された食べ物は受け取らなかった。自分の食事が人より多く盛られているのに気付くと、厳しくしかった。医療もアシュラムに住む人が自分と同じ扱いを受けられるようになってはじめて、受けるようになった。

## 日本ラマナ協会
彼の教えは彼の語った言葉が全てであり本来、組織に馴染まないものであるが、邦訳での出版物や情報が少ない現在、それを補う形で会員間の研鑽や交流の場として維持されている。現在のラマナアシュラマムは、インドの他のアシュラムにみられるような弟子による後継者としての指導者はいない。またアシュラムは教えの普及や啓蒙活動も積極的に行なっていない。信奉者は各自が自らの内にグル・ラマナを見出す。日本ラマナ協会の活動もそれに準じているがアシュラムに従属するものではなく協力関係を維持している。年4回会員へニューズレター『アルナーチャラ』を発行し、東京と神戸で勉強会が開かれている。

### 沿革
- 1981年 - 前ラマナアシュラマム、ヴェンカタラーマナン会長の勧めにより初代会長橋本創造により日本ラマナ協会が創立される。
- 1990年10月 - 当時関西支部長だった柳田侃教授により関西支部会報誌『アルナーチャラ』創刊号が発行される。
- 1992年 - 柳田侃教授の会長就任とともに『アルナーチャラ』は協会会報誌となる。
- 1994年-1997年 - 柳田侃会長アルナーチャラへの長期滞在により『ラマナ・マハルシの言葉』『沈黙の聖者』が翻訳出版されそれまで日本国内であまり知られていなかったラマナ・マハルシの全体像が紹介される。
- 2004年8月 - 柳田侃会長死去。現在、ラマナ・マハルシのディボーティ（信奉者）たちの協力により協会は継続されている。